# Saint-Michel-de-Volangis
Saint-Michel-de-Volangis – miejscowość i gmina we Francji, w Regionie Centralnym, w departamencie Cher.
Według danych na rok 1990 gminę zamieszkiwały 334 osoby, a gęstość zaludnienia wynosiła 19 osób/km² (wśród 1842 gmin Regionu Centralnego Saint-Michel-de-Volangis plasuje się na 812. miejscu pod względem liczby ludności, natomiast pod względem powierzchni na miejscu 765.).